# Toro Rosso STR12
El Toro Rosso STR12 es un monoplaza de Fórmula 1 diseñado por la Scuderia Toro Rosso para competir en la Temporada 2017 de Fórmula 1. La unidad de potencia, el sistema de transmisión de ocho velocidades y el sistema de recuperación de energía son de Renault. El coche es conducido por el neozelandés Brendon Hartley y el francés Pierre Gasly. El español Carlos Sainz disputó su último Gran Premio con el equipo italiano en Japón. El ruso Daniil Kvyat, disputó 15 de las 20 carreras de la temporada 2017.

## Presentación
El STR12 se mostró en un evento en el Circuit de Barcelona-Catalunya por primera vez el 26 de febrero de 2017.

## Resultados
(Clave) (negrita indica pole position) (cursiva indica vuelta rápida)
| Año  | Motor                     | Neu. | N.º | Pilotos         | 1   | 2   | 3   | 4   | 5   | 6   | 7   | 8   | 9   | 10  | 11  | 12  | 13  | 14  | 15  | 16  | 17  | 18  | 19  | 20  | Puntos | Pos. |
| ---- | ------------------------- | ---- | --- | --------------- | --- | --- | --- | --- | --- | --- | --- | --- | --- | --- | --- | --- | --- | --- | --- | --- | --- | --- | --- | --- | ------ | ---- |
| 2017 | (Renault) R.E.17 V6 Turbo | P    |     |                 | AUS | CHN | BHR | RUS | ESP | MON | CAN | AZE | AUT | GBR | HUN | BEL | ITA | SIN | MYS | JPN | USA | MEX | BRA | ABU | 53     | 7º   |
| 2017 | (Renault) R.E.17 V6 Turbo | P    | 10  | Pierre Gasly    |     |     |     |     |     |     |     |     |     |     |     |     |     |     | 14  | 13  |     | 13  | 12  | 16  | 53     | 7º   |
| 2017 | (Renault) R.E.17 V6 Turbo | P    | 26  | Daniil Kvyat    | 9   | Ret | 12  | 12  | 9   | 14† | Ret | Ret | 16  | 15  | 11  | 12  | 12  | Ret |     |     | 10  |     |     |     | 53     | 7º   |
| 2017 | (Renault) R.E.17 V6 Turbo | P    | 28  | Brendon Hartley |     |     |     |     |     |     |     |     |     |     |     |     |     |     |     |     | 13  | Ret | Ret | 15  | 53     | 7º   |
| 2017 | (Renault) R.E.17 V6 Turbo | P    | 55  | Carlos Sainz    | 8   | 7   | Ret | 10  | 7   | 6   | Ret | 8   | Ret | Ret | 7   | 10  | 14  | 4   | Ret | Ret |     |     |     |     | 53     | 7º   |